# Campeonato Panamericano de Balonmano Junior Femenino de 1997
El II Campeonato Panamericano de Balonmano Junior Femenino se disputó en Paraná, Brasil entre el 8 y el 13 de abril de 1997 bajo la organización de la Federación Panamericana de Handball.. El torneo pone 1 plazas en juego para el Campeonato Mundial de balonmano Junior Femenino de 1997

## Grupo Único
| Equipo    | PTS | J | G | E | P | GF | GC | DG  |
| --------- | --- | - | - | - | - | -- | -- | --- |
| Brasil    | 8   | 4 | 4 | 0 | 0 | 99 | 54 | +45 |
| Argentina | 4   | 4 | 2 | 0 | 2 | 73 | 74 | -1  |
| Uruguay   | 0   | 4 | 0 | 0 | 4 | 51 | 95 | -44 |

### Resultados
| Fecha      | Hora  | Partido³  | Partido³ | Partido³  | Resultado |
| ---------- | ----- | --------- | -------- | --------- | --------- |
| 8.04.1997  | 17:30 | Brasil    | -        | Argentina | 22-13     |
| 9.04.1997  | 19:15 | Argentina | -        | Uruguay   | 19-13     |
| 10.04.1997 | 21:00 | Brasil    | -        | Uruguay   | 19-11     |
| 11.04.1997 | 17:30 | Brasil    | -        | Argentina | 26-16     |
| 12.04.1997 | 19:15 | Argentina | -        | Uruguay   | 25-13     |
| 13.04.1997 | 21:00 | Brasil    | -        | Uruguay   | 32-14     |

| Brasil           |
| Campeón          |
| Brasil 1° título |

### Clasificación general
| 1. Brasil    |
| 2. Argentina |
| 3. Uruguay   |

## Clasificados al Mundial 1997
| Bandera de Brasil |
| Brasil            |
| ----------------- |